# Pădurea Săbed
Pădurea Săbed este o arie protejată de interes național ce corespunde categoriei a IV-a IUCN (rezervație naturală de tip mixt), situată în Transilvania, pe teritoriul județului Mureș.

## Localizare
Aria naturală se află în nord-vestul județului Mureș (în partea sud-estică a Câmpiei Transilvaniei), pe teritoriul administrativ al comunei Ceuașu de Câmpie, în nord-estul satului Săbed, lângă drumul comunal DC1444, care leagă localitatea Săbed de Bozed..

## Descriere
Rezervația naturală a fost declarată arie protejată prin Legea Nr.5 din 6 martie 2000, publicată în Monitorul Oficial al României, Nr.152 din 12 aprilie 2000, privind aprobarea Planului de amenajare a teritoriului național - Secțiunea a III-a - zone protejate și are o suprafață de 59,30 hectare.
Pădurea Săbed este inclusă în situl de importanță comunitară - Fânațele de pe Dealul Corhan - Săbed și reprezintă o zonă împădurită cu arbori și arbusti cu specii de: pin negru (Pinus nigra), pin silvestru (Pinus sylvestris), frasin (Fraxinus), jugastru (Acer campestre), sânger (Cornus sanguinea) sau lemn câinesc (Ligustrum vulgare). 

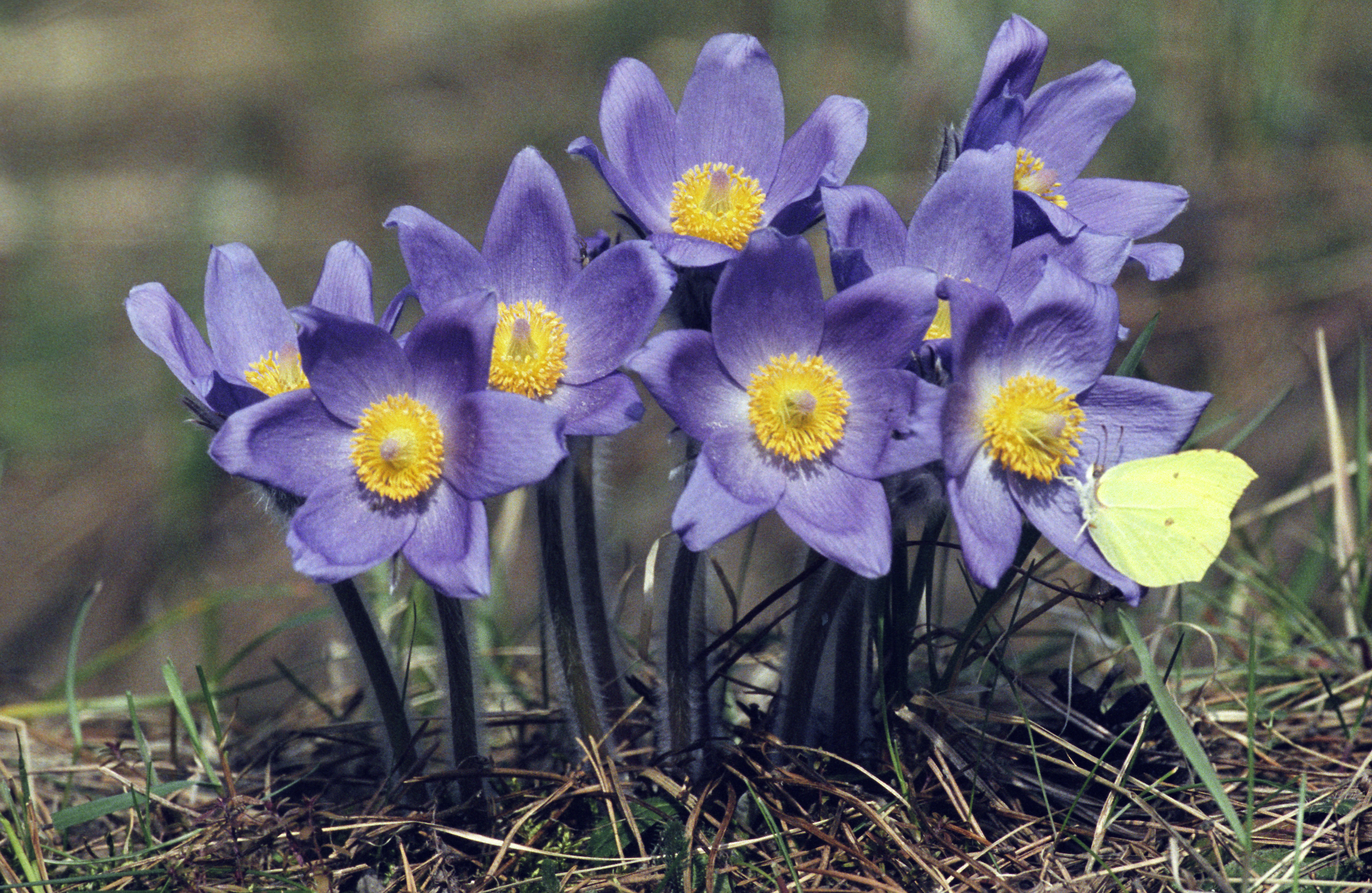
Sisinei (Pulsatilla patens)

La nivelul ierburilor vegetează mai multe rarități floristice; printre care: târtan (Crambe tataria), sisinei (Pulsatilla patens), turiță (Agrimonia pilosa), stânjenelul sălbatic (Iris aphylla ssp. hungarica), astragalus (Astragalus exscapus), rușcuță de primăvară (Adonis vernalis), frăsinel (Dictamnus albus), brândușă de toamnă (Colchicum autumnale), lalea pestriță (Fritillaria orientalis), iris (Iris aphylla), untul-vacii (Orchis morio), jaleș (Salvia nutans), salvie (Salvia transsylvanica), gălbinare (Serratula radiata) sau colilie (Stipa pulcherrima).
Fauna este una diversă și bine reprezentată de mai multe specii de mamifere, păsări, reptile și amfibieni (țestoasă de baltă - Emys orbicularis, tritonul comun transilvănean - Triturus vulgaris ampelensis, buhai de baltă cu burta roșie - Bombina bombina); dintre care unele protejate prin Directiva Consiliului European 92/43/CE din 21 mai 1992 (privind conservarea habitatelor naturale și a speciilor de faună și floră sălbatică), sau aflate pe lista roșie a IUCN.
Specii de mamifere semnalate în arealul rezervației: vulpe (Vulpes vulpes), căprioară (Capreolus capreolus), mistreț (Sus scrofa), nevăstuică (Mustela nivalis) sau hermelină (Mustelea erminea).

## Căi de acces
- Drumul național DN15E, pe ruta: Târgu Mureș - Voiniceni - Ceuașu de Câmpie - Câmpenița - Săbed - drumul comunal DC1444 spre Bozed.

## Monumente și atracții turistice
În vecinătatea rezervației naturale se află câteva obiective de interes istoric, cultural și turistic; astfel:

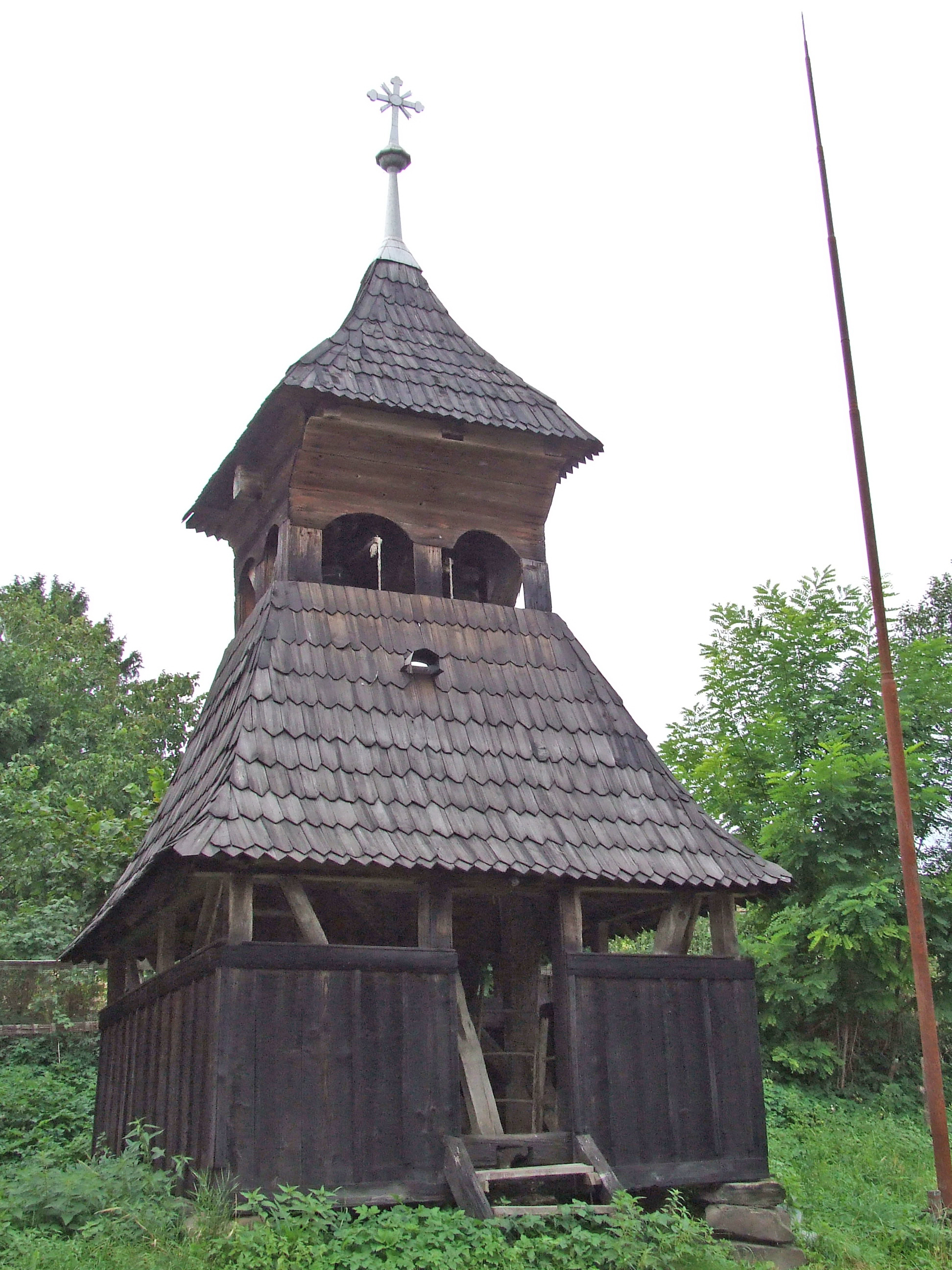
Clopotniţa bisericii de lemn din Culpiu

- Biserica de lemn "Sf. Arhangheli Mihail și Gavriil" din Bozed, construcție 1750, monument istoric (cod LMI MS-II-m-B-15614).
- Ansamblul bisericii reformate din Ceuașu de Câmpie (biserica reformată, turn-clopotniță și zid de incintă), construcție sec. XVI - XIX, monument istoric (cod LMI MS-II-a-A-15624).
- Ansamblul bisericii de lemn din Culpiu (Biserica de lemn "Sf. Arhangheli" și clopotnița de lemn), construcție secolul al XIX-lea, monument istoric (cod LMI MS-II-a-B-15645).
- Biserica de lemn "Sf. Ioan Botezătorul" din Porumbeni, construcție 1749, monument istoric (cod LMI MS-II-m-A-15755).
- Clopotnița de lemn a bisericii reformate din Culpiu, construcție secolul al XIX-lea, monument istoric (cod LMI MS-II-m-B-15644).
- Așezarea romană de la Voiniceni.
- Așezarea dacică de la Ceuașu de Câmpie (Latène, Cultura geto - dacică).